# Lignorelles
Lignorelles település Franciaországban, Yonne megyében. Lakosainak száma 186 fő (2022. január 1.). Lignorelles Pontigny, Beine, Bleigny-le-Carreau, La Chapelle-Vaupelteigne, Ligny-le-Châtel, Montigny-la-Resle, Venouse és Villy községekkel határos.

## Népesség
A település népességének változása:
| Lakosok száma | 184  | 187  | 199  | 192  | 191  | 190  | 188  | 185  | 186  |
|               | 2013 | 2015 | 2016 | 2017 | 2018 | 2019 | 2020 | 2021 | 2022 |